# Adalbero van Laon
Adalbero van Laon, bijgenaamd Ascelin (?, ca. 947 – Laon, ca. 1030) was bisschop van Laon van 977 tot 998.

## Leven
Hij stamde uit het Lotharingse Huis Ardennen, was de zoon van Reginar van Bastenaken die de broer was van Godfried de Gevangene, graaf van Verdun, en van Adalbero, aartsbisschop van Reims.
Nadat hij zijn opleiding in abdij van Gorze was begonnen was hij van 969 tot 974 leerling van Gerbert van Aurillac, de latere paus Sylvester II, in Reims. Als trouwe aanhanger van de karolingische koning Lotharius, werd hij door deze in 974 tot kanselier en op 16 januari 977 tot bisschop van Laon benoemd, waar hij bisschop Roricon opvolgde.
Kort na zijn ambtsaanvaarding kwamen er geruchten over de ontrouw van Lotharius' vrouw Emma met Adalbero. Een synode, geleid door Adalbero, aartsbisschop van Reims, sprak ze evenwel vrij en Lotharius' broer Karel van Neder-Lotharingen, die het gerucht verspreid had, werd verbannen. Hij werd in 977 door keizer Otto II tot hertog van Neder-Lotharingen benoemd en kwam daardoor in het kamp van de Ottonen, die vijanden van koning Lotharius waren.
Na de dood van Lotharius in 986 en zijn zoon Lodewijk V werd Hugo Capet uit het geslacht der Robertijnen tot koning gekozen. Zo begon de dynastie der Capetingers. Daarbij werden de troonaanspraken van Karel van Neder-Lotharingen, de laatste overlevende afstammeling van de Karolingers afgewezen. In 988 greep Karel naar de wapens om zijn aanspraken op de troon kracht bij te zetten. Adalbero van Laon en zijn oom Adalbero van Reims, die Hugo Capet gekroond had, stonden aan de zijde van de nieuwe dynastie. Toen het Karel lukte om in een handomdraai Laon te veroveren, kon hij daar zijn vijand, koningsweduwe Emma en Adalbero van Laon gevangennemen. Adalbero kon ontsnappen en verzoende zich dan met Karel. Zo kreeg hij zijn bisdom terug.
Hij verkreeg Karels vertrouwen en zwoer hem trouw, maar in maart 991 verraadde hij hem door 's nachts de stadspoorten te openen voor de troepen van Hugo Capet. Karel werd in zijn slaap verrast en samen met zijn vrouw en kinderen gevangengenomen. Hij bleef tot zijn dood in gevangenschap. In 993 sloot Adalbero zich bij Odo I van Blois aan om Hugo Capet en zijn zoon Robert aan koning Otto III uit te leveren, wat mislukte.
In 998 werd hij door de synode van Pavia afgezet.
Op het einde van zijn leven schreef hij het Carmen ad Rotbertum regem (Gedicht aan koning Robert). In dit politiek testament reageerde hij op het koningschap van Robert de Vrome en schoof hij als een van de eerste auteurs de drie orden van de Europese standenmaatschappij naar voren: oratores (biddende geestelijkheid), bellatores (strijdende adel) en laboratores (de werkende derde stand, die de heersende klassen ondersteunde). De koning en de adel moesten regeren met wijsheid en terughoudendheid en de raad van de clerus in acht nemen. De geestelijkheid moest ook zijn plaats kennen en mocht zich niet inlaten met gewapende strijd, wat hij verweet aan de cluniacenzers en in het bijzonder aan hun abt Odilo. In een satirische beschrijving van een processie waarin boeren de kroon droegen en bisschoppen naakt achter de ploeg liepen, riep Adalbero de omgekeerde wereld op die zou resulteren wanneer de bellatores het evenwicht tussen de orden zouden verstoren.
Hij stierf in 1030 of begin 1031 en werd begraven in de abdijkerk van Saint-Vincent te Laon. Voor het nageslacht werd Adalbero het toonbeeld van een verrader zonder scrupules. Hij kreeg de bijnaam Vetulus Traditor (oude verrader).

## Voetnoten
1. ↑  Thomas Piketty, Capital et idéologie, 2019, p. 90-91

- Bibsys: 95005475
- Biblioteca Nacional de España: XX5536093
- Bibliothèque nationale de France: cb12512125m (data)
- Gemeinsame Normdatei: 100935095
- International Standard Name Identifier: 0000 0001 0861 4574
- Library of Congress Control Number: n79148025
- Nationale Bibliotheek van Israël: 987007390396705171
- Nederlandse Thesaurus van Auteursnamen: 07233889X
- Réseau des bibliothèques de Suisse occidentale: 02-A005478192
- Istituto Centrale per il Catalogo Unico: TO0V037741
- LIBRIS: 175004
- Système universitaire de documentation: 034357564
- Virtual International Authority File: 117589
- WorldCat: E39PBJyX4kBfftrjKdtWx9YQMP